# 斯格玛凤仙花
斯格玛凤仙花（学名：Impatiens sigmoidea）为凤仙花科凤仙花属下的一个种。

## 扩展阅读
- 維基物種上的相關：斯格玛凤仙花